# Еллсворт (Вісконсин)
Еллсворт (англ. Ellsworth) — селище (англ. village) в США, в окрузі Пієрс штату Вісконсин. Населення — 3348 осіб (2020).

## Географія
Еллсворт розташований за координатами 44°44′10″ пн. ш. 92°28′49″ зх. д. / 44.73611° пн. ш. 92.48028° зх. д. (44.736178, -92.480249).  За даними Бюро перепису населення США в 2010 році селище мало площу 9,72 км², з яких 9,72 км² — суходіл та 0,00 км² — водойми.

## Демографія
Згідно з переписом 2010 року, у селищі мешкали 3284 особи в 1331 домогосподарстві у складі 827 родин. Густота населення становила 338 осіб/км².  Було 1434 помешкання (148/км²).
Расовий склад населення:
| - 96,6 % — білих - 0,4 % — азіатів - 0,3 % — корінних американців - 0,3 % — чорних або афроамериканців |

До двох чи більше рас належало 1,6 %. Частка іспаномовних становила 1,5 % від усіх жителів.
За віковим діапазоном населення розподілялося таким чином: 26,2 % — особи молодші 18 років, 59,3 % — особи у віці 18—64 років, 14,5 % — особи у віці 65 років та старші. Медіана віку мешканця становила 35,7 року. На 100 осіб жіночої статі у селищі припадало 96,1 чоловіків;  на 100 жінок у віці від 18 років та старших — 93,8 чоловіків також старших 18 років.
Середній дохід на одне домашнє господарство  становив 71 400 доларів США (медіана — 55 278), а середній дохід на одну сім'ю — 80 277 доларів (медіана — 73 333). Медіана доходів становила 46 313 долари для чоловіків та 41 197 доларів для жінок. За межею бідності перебувало 15,1 % осіб, у тому числі 22,4 % дітей у віці до 18 років та 6,5 % осіб у віці 65 років та старших.
Цивільне працевлаштоване населення становило 1574 особи. Основні галузі зайнятості: виробництво — 25,3 %, освіта, охорона здоров'я та соціальна допомога — 21,4 %, роздрібна торгівля — 8,5 %, публічна адміністрація — 7,8 %.